# Marcelle Chaumont
Marcelle Chaumont (Pérols-sur-Vézère, 22 dicembre 1891 – Parigi, 14 dicembre 1990) è stata una stilista francese di alta moda, formatasi nei saloni di Jeanne Lanvin e Madeleine Vionnet.

## Biografia
Marcelle Chaumont nacque nel 1891 nel comune francese di Eymoutiers.  
Trasferitasi a Parigi dopo la prima guerra mondiale, lavorò come sarta prima per Jeanne Lanvin e poi per Madeleine Vionnet, dove divenne capo sarta e conobbe Marcelle Dormoy e Jacques Griffe, che in seguito avrebbero fondato ciascuno la sua casa di moda e con cui la Chaumont avrebbe collaborato regolarmente.  
Nello stesso periodo sposò Robert Chapsal, figlio del politico Fernand Chapsal, da cui ebbe, nel 1925, Madeleine Chapsal, scrittrice.
La Chaumont creò la sua casa di moda durante la seconda metà degli anni '30, ma lo scoppio della seconda guerra mondiale e la cattiva salute la costrinsero a delegarne la gestione. Fra i suoi clienti c'era la socialite messicana Gloria Guinnes, indicata come la donna meglio vestita del 1962 secondo Time e in genere considerata come una delle persone più eleganti della storia. 
La casa di moda Chaumont chiuse nel 1953 e alcune sue creazioni sono state esposte al Metropolitan di New York e al Victoria & Albert di Londra.  
Marcelle Chaumont morì a Parigi nel 1990, a 99 anni.